# Hương Vĩnh
Hương Vĩnh là một xã thuộc huyện Hương Khê, tỉnh Hà Tĩnh, Việt Nam.

## Địa lý
Xã Hương Vĩnh có diện tích 64,06 km², dân số năm 1999 là 4.594 người, mật độ dân số đạt 72 người/km².

## Lịch sử
Ngày 18 tháng 7 năm 2024, HĐND tỉnh Hà Tĩnh ban hành Nghị quyết số 188/NQ-HĐND về việc:
- Sáp nhập một phần của thôn Ngọc Lau vào thôn Vĩnh Thắng.
- Sáp nhập một phần của thôn Ngọc Mỹ vào thôn Ngọc Lau.
- Sáp nhập phần còn lại của thôn Ngọc Mỹ vào thôn Vĩnh Ngọc.